# Kornsjø Station
Kornsjø Station (Kornsjø stasjon) er en tidligere jernbanestation i Kornsjø i Halden kommune det østlige Norge, på grænsen til Sverige. Stationen ligger som den sydlige endestation for Østfoldbanen fra Oslo S, 169,1 km væk. Stationsbygningen ligger i Norge, 1,0 km fra grænsen, men stationsområdet strækker sig sikringsmæssigt ind i Sverige med norske signaler på den svenske side.
Stationen åbnede 25. juli 1879. Oprindeligt hed den Kornsø, men den skiftede navn til Kornsjø i april 1894. Den blev fjernstyret 20. marts 1995 og gjort ubemandet 20. april samme år. Betjeningen med persontog ophørte 10. januar 1999.
Stationsbygningen fra banens åbning i 1879 var tegnet af arkitekten Peter Andreas Blix, men den brændte i august 1898. En ny stationsbygning blev tegnet af arkitekten Paul Due og taget i brug i 1900. Stationsbygningen blev væsentlig større end den nedbrændte forgænger, da den nu også skulle rumme toldkontor og bolig for den lokale toldchef. Traditionen fortæller at kong Oscar 2. selv engagerede sig i udformningen af stationen. Bygningen blev opført i mursten, men Due lavede også tegninger til en træbygning.
Stationsbygningen blev fredet af Riksantikvaren 1. oktober 2001 med tinglysning 14. december 2001.